# Ike Anigbogu
Christopher Ike Anigbogu (San Diego, 22 ottobre 1998) è un cestista statunitense con cittadinanza nigeriana.

## Carriera
È stato selezionato dagli Indiana Pacers al secondo giro del Draft NBA 2017 (47ª scelta assoluta).